# مركز التواصل الحكومي (السعودية)
مركز التواصل الحكومي هو مركز استشاري وتنسيقي سعودي، أسسته وزارة الإعلام في يناير 2018؛ لتحسين الأداء الإعلامي للأجهزة الحكوميَّة، وتنسيق جهود التواصل؛ وفقًا لبرنامج إعلامي يهدف إلى توحيد الرسالة الإعلاميَّة، ويعزز صورة الدولة محليًا، وإقليميًا، ودوليًا. يقوم المركز على عدد من الأهداف، يأتي في مقدمتها تحقيق التكامل، وتقديم الاستشارات الإعلاميَّة، والإدارة الإعلاميَّة للأزمات، ورسم الخطط الاستراتيجية، وإدارة الحملات، إضافةً إلى استشراف الأحداث، وتوفير السيناريوهات المناسبة للتعامل معها.
يتضمَّن المركز مكتبًا صحفيًا يدعم الأجهزة الإعلاميَّة في الجهات الحكوميَّة ويسهم في بناء علاقات معها، ويتفاعل مع ردود الأفعال، ويعمل على توثيقها، ويتولى مهمة إنشاء ورش العمل المتخصِّصة للعاملين والمهتمين في المجال، كما يُشارك في تطوير أداء المتحدثيين الرسميين للجهات الحكوميَّة، من خلال الاستناد إلى معايير تحدد آلية اختيارهم، ونوعيَّة البرامج التدريبية المقدمة لهم، إضافةً إلى صقل عدد من الإعلاميين، وإعدادهم للعمل في قيادة مواقع إعلاميَّة قيادية. كما يدعم المكتب المنصات الرقمية، ويساعد الجهات الحكوميَّة على تطويرها، ويرصد تطوير أبرز المشاريع التنموية في الدولة، ونشرها في إصدارات دورية.
أدار المركز عددًا من الملفات على المستويين الوطني والدولي، منها: إعداد الخطة الإعلاميَّة لموسم الحج 1439هـ، والتي تمت بتغطية دولية على نطاق 19 دولة، وبـ13 لغة، إضافةً إلى إعداد استراتيجية التواصل الحكومي، والخطط الإعلاميَّة للأجهزة الحكوميَّة.

## مبادرات المركز
تبنَّى المركز عددًا من المبادرات التي تسهم في إيصال الأفكار والمعلومات إلى الجمهور والمؤسسات الإعلاميَّة، ومنها:

### البرنامج الإعلامي الموحد
يعدُّ أداة الاتصال التي تجمع بين كافة الإدارات الإعلاميَّة في الأجهزة الحكومية، وتساعدها على تبادل الخبرات، وضمان صناعة المحتويات الإعلاميَّة وفق إستراتيجية المركز.

#### الحملات الإعلامية
تنبثق هذه المبادرة من «البرنامج الإعلامي الموحد للأجهزة الحكومية»، وتركز على إدارة المحتوى الإعلامي، والوقوف على الآراء والانطباعات ومدى تجاوب الجمهور، إضافةً إلى تنظيم حملات إعلاميَّة مع قياس أداء الحملات الأخرى.

### مبادرة التدريب المهني
في فبراير 2023 أعلن المركز عن بدء أعمال مبادرة التدريب المهني إحدى مبادرات برنامج المحتوى الرقمي Ignite في النصف الثاني من عام 2023م بالتعاون مع وزارة الاتصالات وتقنية المعلومات. وتستهدف المبادرة "خلق مزيدًا من الشراكات مع القطاع العام والخاص لتحقيق هدف تطوير كفاءات قطاع المحتوى الرقمي في عدد من المسارات ضمن برامج تنفيذية؛ التي من أهمها مسار الفيديو الرقمي، والصوتيات الرقمية، والألعاب الرقمية، والإعلانات الرقمية".

## ملفات إعلامية
وقف المركز على إدارة عدد من الخطط والملفات الإعلاميَّة للسعودية، بدأت بخطة موسم الحج 1439هـ، وزيارة الملك سلمان بن عبدالعزيز إلى روسيا، وإدارة المركز الإعلامي للإعلاميين المشاركين في تغطية أحداث القمة العربية الـ29، والإشراف على خطة التغطية لجولة ولي العهد السعودي الأمير محمد بن سلمان التي شملت مصر وبريطانيا والولايات المتحدة وفرنسا وإسبانيا، والإعداد لتغطية الاجتماع الأول للمجلس التنسيقي السعودي الإماراتي.

## دعم الصحفيين
يدعم مركز التواصل الحكومي الصحفيين السعوديين من خلال خطة يجري تنفيذها على مستويات مختلفة، تبدأ بتزويدهم بالمواد والبيانات الصحفية، إضافةً إلى مجموعة من الإحصاءات والمعلومات، والصور، والتسجيلات، والانفوجرافيك، ومقاطع الفيديو، وغيرها. ويستقطب المركز مجموعة من الخبراء في المجال الإعلامي بهدف تقديم الدورات التدريبية للصحفيين للاستفادة من التجارب والمعارف المختلفة بما ينعكس على عملية صناعة المحتوى الإعلامي بشكل أفضل.

## مهام المركز
- توحيد الرسالة الإعلاميَّة للأجهزة الحكوميَّة.
- دعم تنفيذ الاستراتيجيات.
- تعزيز التواصل والشراكة مع الأجهزة الحكوميَّة.
- تناغم الجهود الإعلاميَّة والمساهمة في عملية تطوير الأداء.
- تعزيز الانسجام بين كافة الأجهزة الإعلاميَّة.
- الاستجابة السريعة مع كافة المحتويات وردود الفعل.
- صقل الكفاءات الإعلاميَّة في مختلف المجالات المتخصصة.
- إطلاق المنصات الرقميَّة، ومساعدة الجهات الحكوميَّة على تطوير منصاتها.
- إدارة الأزمات.
- تنظيم الحملات الإعلاميَّة.
- تدريب المتحدثين الرسميين.
- إقامة لقاءات متخصصة.

## إنجازات المركز
- في شهر مارس 2019م توج نائب حاكم الشارقة الشيخ عبد الله القاسمي، مركز التواصل الحكومي بجائزة أفضل حملة اتصال حكومي، عن ملف قيادة المرأة، على مستوى دول مجلس التعاون الخليجي لعام 2018.[8]
- في شهر مارس 2019م توج الأمير فيصل بن سلمان بن عبدالعزيز أميرُ منطقة المدينة المنورة مركز التواصل الحكومي بجائزة أفضل حملة إعلامية إبداعية خلال موسم حج عام 1439هـ.[9]
- في شهر أغسطس 2019م توج مستشار خادم الحرمين الشريفين أمير منطقة مكة المكرمة الأمير خالد الفيصل مركز التواصل الحكومي التابع بجائزة الإمارة للإعلام الجديد، بعد فوزه بأفضل فيلم قصير وتحقيقه المركز الأول في الجائزة التي تقدمها إمارة منطقة مكة المكرمة.[10]
- في شهر أكتوبر 2019م توَّجت الهيئة العامة للترفيه مركز التواصل الحكومي بجائزة أفضل تطبيق لهوية اليوم الوطني 89، بعد فوزه في مسابقة «همتكم معنا»، التي طرحتها الهيئة بالتزامن مع اليوم الوطني 89.[11]
- في شهر يناير 2022م أطلق مركز التواصل الحكومي بوزارة الإعلام السعودي الهوية الإعلامية اللفظية والبصرية الموحدة «مناعتنا حياة» بالتعاون مع وزارة الصحة.[12]
- في شهر نوفمبر 2023م فازت مبادرة «كنوز السعودية» من مركز التواصل الحكومي بجائزة «ماركوم» الدولية للأعمال الإبداعية عن فيديو ترويجي أنتجته للتعريف بالمبادرة.[13] وتُعنى مبادرة كنوز السعودية بتوثيق الكنوز الثقافية والتراثية والحضارية التي تزخر بها السعودية، في جميع المجالات، من خلال إنتاج محتوى وثائقي بمواصفات متميزة وعالمية.[14]
- في فبراير 2024م حصل المركز على جائزة المنتدى السعودي للإعلام (فئة الابتكار والريادة، عن فرع المشاريع الريادية في المجال الإعلامي) عن مشروع ميدياثون.[15]